# Aeroporto de Quixadá
O Aeroporto Quixadá (ICAO: SNQX) está situado na Av. Godofredo Maciel, Nº 3000 (também conhecida como Estrada do Aeroporto) - Bairro Maraponga, no município de Quixadá, no estado do Ceará.

## Reforma
É um dos 9 aeroportos do estado do Ceará incluídos no PDAR – Plano de Desenvolvimento da Aviação Regional, do Governo Federal, criado em 2012. Um total de 363 milhões de reais foi destinado para o estado.

## Características
- Latitude: 4°58'0 s
- Longitude: 39º0'0 w
- IATA:
- ICAO: SNQX
- Altitude: 653 pés
- Terminal de passageiros:
- Pista: 1.200 m
- Piso: T
- Sinalização: S
- Cabeceira 14/32